# Synema putum
Synema putum är en spindelart som beskrevs av O. Pickard-Cambridge 1891. Synema putum ingår i släktet Synema och familjen krabbspindlar.
Artens utbredningsområde är Guatemala. Inga underarter finns listade i Catalogue of Life.